# Беговатово (Арзамасский район)

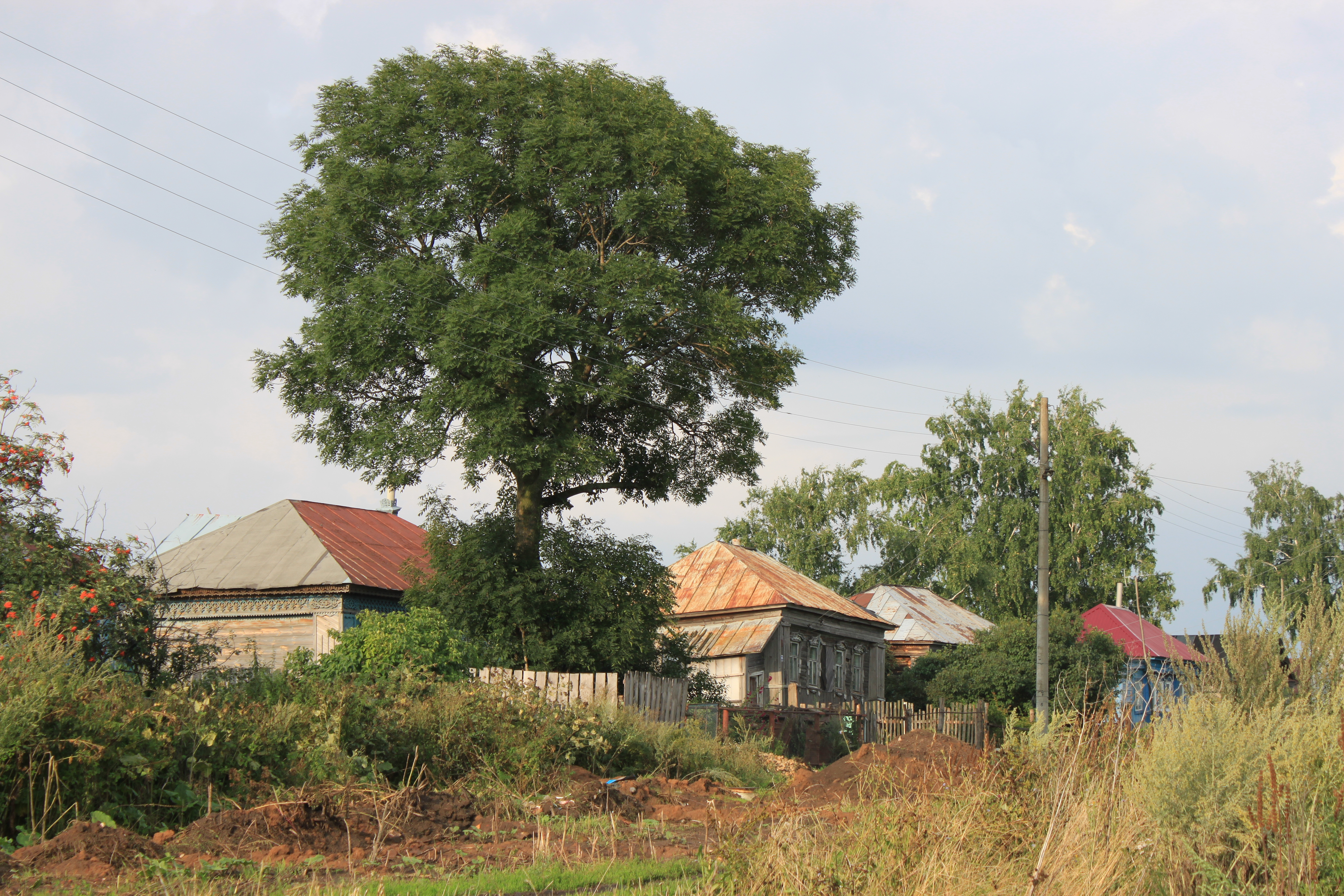
Улица в селе

Бегова́тово  — село  в Арзамасском районе Нижегородской области Российской Федерации. В рамках организации местного (муниципального) самоуправления входит в состав городского округа город Арзамас.

## География
Местность относится к лесостепной части:20, в орогидрографическом отношении относится к западной
части Приволжской возвышенности и представляет собой приподнятую равнину,
расчленённую системами рек, относящихся к бассейну р.р. Оки и Волги:25.
Климат, как и во всем районе, умеренно-континентальный:20.

### Уличная сеть
- 1 Мая
- Зелёная
- Мира
- Новая Линия
- порядок Южный
- Советская

## История
До 1 января 2023 года входила в упразднённый Шатовский сельсовет.

## Население
| 1999 | 2002 | 2010 |
| ---- | ---- | ---- |
| 167  | ↘137 | ↘92  |

## Достопримечательности
В селе есть церковь иконы Божией Матери «Знамение» (построена между 1796 и 1798 гг). Трёхпрестольная. Престолы: «Знамение» иконы Божией Матери, Николая Чудотворца, Флора и Лавра. Находится в руинированном состоянии.
В 1965 году установлен обелиск в память об односельчанах, павших в годы Великой Отечественной войны.

## Инфраструктура
Личное подсобное хозяйство с зоной сельскохозяйственного использования, индивидуальная застройка усадебного типа.

## Транспорт
Доступен автотранспортом.